# 久遠の滝
久遠の滝（くおんのたき）は、屋久島にある滝。

## 概要
屋久島の大川（おおこ）の支流にある花崗岩の一枚岩を流れる落差80mの滝。かつて草木が生い茂る前の花山林道（大川林道から花山を経て永田岳に至る登山道）から久遠の滝を望むことができた。

## 登山史
2024年8月1日　二人の登山家が初登攀に成功した。

## アクセス
滝への登山道はなく、花山歩道入口あたりから大川を沢登りする必要がある。